# Ringwallanlage Burggraben

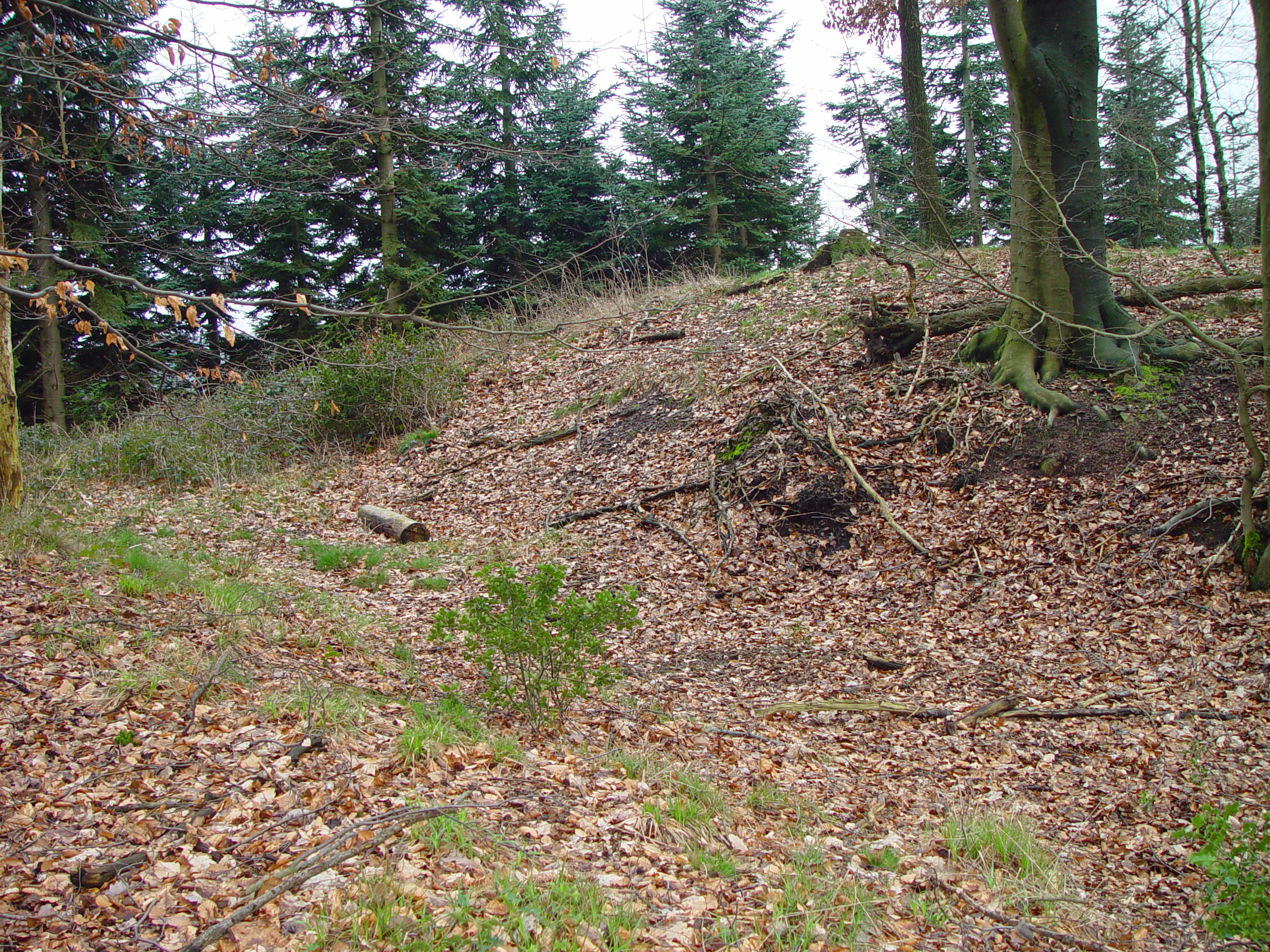
Der Graben

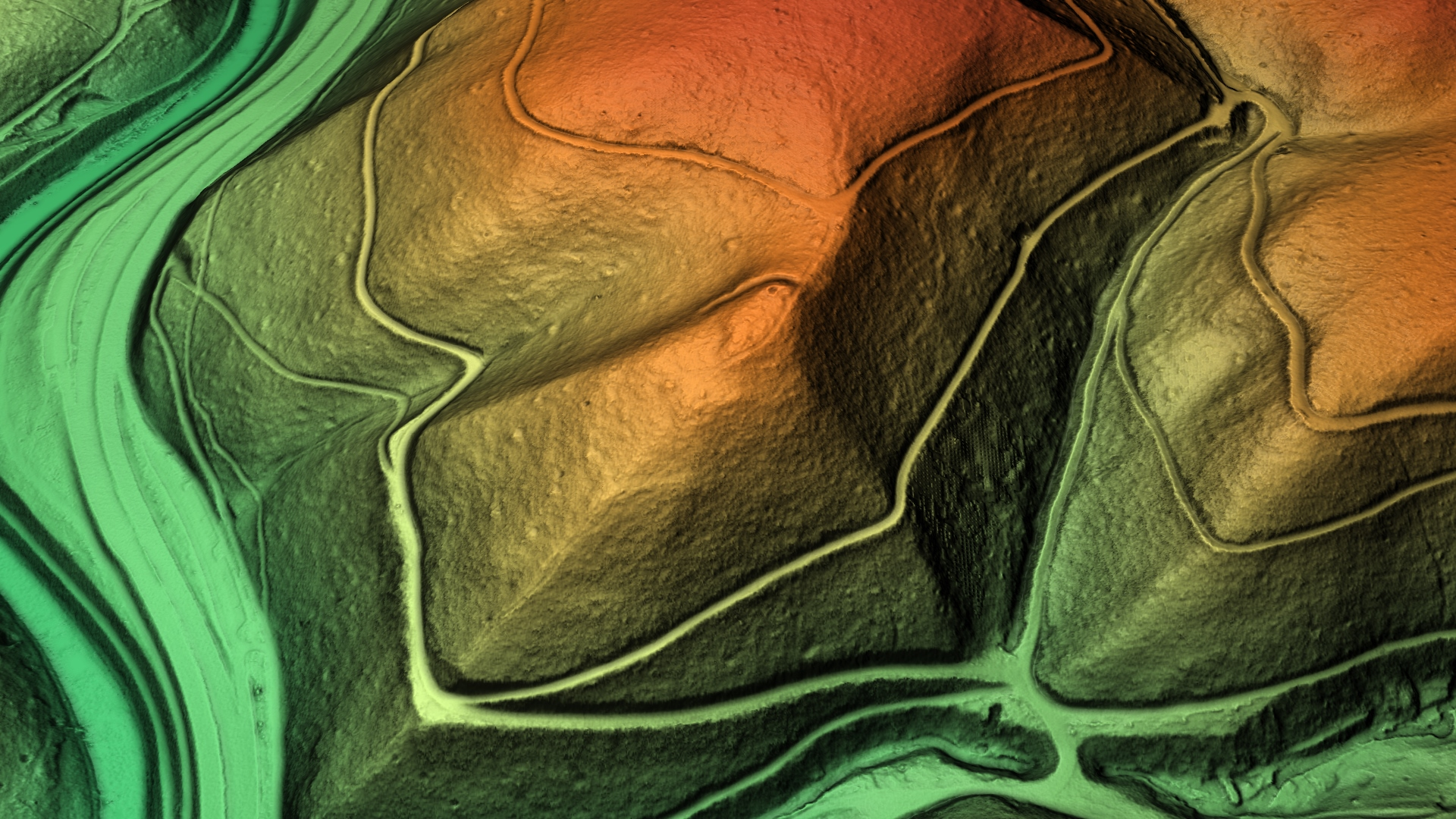
3D-Ansicht des digitalen Geländemodells

Die Ringwallanlage Burggraben ist eine früh-/hochmittelalterliche Befestigungsanlage im Staatsforst Burgholz im Wuppertaler Stadtteil Cronenberg (Nordrhein-Westfalen).

## Lage
Die Ringwallanlage befindet sich am Ende eines Sporns des Burggrafenbergs (282,8 m über NN), eine etymologische Weiterentwicklung der älteren Bezeichnung Burggrawenberg (=Burggrabenberg), der zu der Mündung des Burgholzbachtals im Tal der Wupper weist. Die Anlage befindet sich mitten im Wald gelegen im unteren Drittel des Burggrafenbergs auf 227 m über NN.

## Anlage
Von der Ringwallanlage sind nur noch Geländeformationen im Wald erhalten. Die als Bodendenkmal unter Schutz gestellte Anlage umfasst einen 25 m langen Burggraben mit dahinter liegendem Wall. Grabenbreite 7 m, Grabentiefe 1–1,5 m, Wallbreite 8 m, Wallhöhe 0,8–1 m, Wallhöhe über Grabensohle 2,6 m. Am Westende des Grabens setzt, von diesem weiterführend, ein stufenförmiger Geländeeinschnitt an, der ca. 45 m weit geführt ist und in dem steiler werdenden Hang langsam ausläuft; Stufenbreite etwa 5 m.

## Geschichte
Über die Erbauer und Bewohner der Burganlage ist nichts bekannt. Laut einer lokalen Legende soll sie der Sitz eines Ritters von Kronenberg gewesen sein.